# Obergericht für die Provinz Hanau
Das Obergericht für die Provinz Hanau (ab 1864: Obergericht Hanau) war ein zweitinstanzliches Gericht des Kurfürstentums Hessen für den Bereich seiner Provinz Hanau mit Sitz in der Stadt Hanau.

## Geschichte

### Gründung
Bis zum Tod des Kurfürsten Wilhelm I. 1821 war im Kurfürstentum Hessen ein gewaltiger Reformstau aufgelaufen, da dieser nach seiner Rückkehr aus dem Exil auf den Thron 1813 viele Reformen rückgängig gemacht und persönlich im 18. Jahrhundert verhaftet geblieben war. Der neue Kurfürst, Wilhelm II., war nicht weniger autokratisch als sein Vater, aber gewillt, den Staat zu modernisieren. Die Staatsverwaltung wurde nach preußischem Muster reformiert. Teil der Justizreform war, für jede der Provinzen des Kurstaates als mittlere Ebene der Gerichtshierarchie ein Obergericht einzurichten.
So erhielt auch die Provinz Hanau 1821 ein entsprechendes Obergericht für die Provinz Hanau.

### Weitere Entwicklung
Mit dem Wiedererstarken der Staatsmacht nach der Revolution von 1848 wurden zahlreiche Reformen rückgängig gemacht und dabei auch gleich noch weitere Änderungen vorgenommen. Mit dem Argument, dass dadurch „eine wesentliche Verminderung des Richterpersonals“ möglich sei, wurde die Zahl der Obergerichte im Kurstaat auf zwei reduziert: Das Obergericht Kassel und das Obergericht Fulda. Das Obergericht für die Provinz Hanau wurde aufgelöst. Seine Aufgaben übernahm das Obergericht Fulda.
Das aber war noch nicht das Ende: Zum 1. Januar 1864 wurde die Reform der Gerichtsverfassung von 1851 teilweise zurückgenommen, der Zustand von 1822 wieder hergestellt und das Obergericht Hanau erneut eingerichtet.

### Ende
Nach dem verlorenen Krieg von 1866 annektierte das Königreich Preußen das Kurfürstentum Hessen. Damit wurde auch Hanau preußisch und erhielt 1867 eine preußische Gerichtsverfassung. Das Obergericht Hanau wurde funktional durch das preußische Kreisgericht Hanau ersetzt.

## Instanzielle Einordnung
Dem Obergericht für die Provinz Hanau übergeordnet war das Oberappellationsgericht Kassel. Der Gerichtsbezirk des Obergerichts für die Provinz Hanau umfasste::
- Justizamt Bieber
- Landgericht Bornheimerberg (bis 1831)
  - Justizamt Bergen (ab 1831)
  - Justizamt Bockenheim  (ab 1831)
- Justizamt Dorheim (ab 1845: „Justizamt Nauheim“)
- Justizamt Gelnhausen
- Landgericht Hanau (bis 1850)
  - Justizamt Hanau I (ab 1850)
  - Justizamt Hanau II (ab 1850)
- Justizamt Praunheim[Anm. 1] (Kurfürstlich-Hessisches Gräflich Solms-Rödelheimsches gemeinschaftliches Justizamt Praunheim, 1822–1832)
- Kurfürstlich-Hessisches Gräflich Degenfeld-Schönburgisches Justizamt Ramholz (bis 1850)[Anm. 2]
- Kurfürstlich-Hessisches Freiherrlich von Huttensches Gericht Romsthal[9] (bis 1850?, dann zum Justizamt Salmünster)
- Justizamt Salmünster
- Justizamt Schlüchtern
- Justizamt Schwarzenfels
- Justizamt Steinau
- Justizamt Windecken
- Kurfürstlich Hessische Fürstlich und Gräflich Isenburgische Justizkanzlei Meerholz (bis 1829)
  - Justizamt Birstein
  - Justizamt Langenselbold
  - Justizamt Meerholz
  - Justizamt Wächtersbach

## Richter
- Wilhelm Schmidt (1811–1892)
- Ernst Zimmermann (1812–1877)

## Gebäude
Die Hanauer Gerichte hatten seit 1835 ihren Sitz im Altstädter Rathaus und erhielten 1842 ein eigenes Gerichtsgebäude im Bangert. Dies war ein freistehender, dreigeschossiger Bau mit einem großen Sitzungssaal, der in seiner Höhe zwei Stockwerke einnahm. Das Gebäude wurde im Zweiten Weltkrieg bei den Luftangriffen auf Hanau zerstört.